# L'amore stregone (film 1967)
L'amore stregone (El amor brujo) è un film del 1967 diretto da Francisco Rovira Beleta. 
Fu candidato all'Oscar al miglior film straniero.

## Riconoscimenti
- Candidatura all'Oscar al miglior film straniero